# Rothmans International London
Il Rothmans International London è stato un torneo di tennis giocato dal 1970 al 1977 a Londra in Gran Bretagna su campi in sintetico indoor. Ha fatto parte dello USLTA Circuit Indoor nel 1972 e del World Championship Tennis dal 1973 al 1975 e nel 1977.

## Albo d'oro

### Singolare
| Anno | Vincitore     | Finalista        | Punteggio          |
| ---- | ------------- | ---------------- | ------------------ |
| 1970 | Marty Riessen | Ken Rosewall     | 6–4, 6–2           |
| 1971 | Rod Laver     | Niki Pilic       | 6–4, 6–0, 6–2      |
| 1972 | Cliff Richey  | Tom Gorman       | 7–5, 6–7, 7–5, 6–0 |
| 1973 | Brian Fairlie | Mark Cox         | 2–6, 6–2, 6–2, 7–6 |
| 1974 | Björn Borg    | Mark Cox         | 6–7, 7–6, 6–4      |
| 1975 | Mark Cox      | Brian Fairlie    | 6–1, 7–5           |
| 1976 | Non disputato |                  |                    |
| 1977 | Eddie Dibbs   | Vitas Gerulaitis | 2–6, 6–3, 6–3      |

### Doppio
| Anno | Vincitori                        | Finalisti                             | Punteggio                  |
| ---- | -------------------------------- | ------------------------------------- | -------------------------- |
| 1970 | Tom Okker Marty Riessen          | Rod Laver Owen Davidson               | 6–3, 13–11, 9–11, 2–6, 7–5 |
| 1971 | Informazione non disponibile     |                                       |                            |
| 1972 | Clark Graebner Tom Gorman        | Bob Hewitt Frew McMillan              | 6–7, 6–5, 6–4, 4–6, 6–4    |
| 1973 | Tom Ookker Marty Riessen         | Arthur Ashe Roscoe Tanner             | 6–3, 6–3                   |
| 1974 | Ove Nils Bengtson Björn Borg     | Mark Farrell John Lloyd               | 7–6, 6–3                   |
| 1975 | Paolo Bertolucci Adriano Panatta | Jürgen Fassbender Hans-Jürgen Pohmann | 6–3, 6–4                   |
| 1976 | Non disputato                    |                                       |                            |
| 1977 | Ilie Năstase Adriano Panatta     | Mark Cox Eddie Dibbs                  | 7–6(5), 6(3)–7, 6–3        |